# Муха Макар Корнійович
Муха Макар Корнійович (29 березня 1906, с. Михайлівка, Кам'янський район, Черкаська область — 26 квітня 1990, Черкаси) — український художник. Заслужений майстер народної творчості (1967), нагороджений орденом «Знак Пошани» (1971).

## Життєпис
З раннього дитинства зазнав сирітства й поневірянь. Сам навчився робити фарби і розмальовував комини, стіни, віконниці.
Перша виставка відбулася восени 1926 р. в с. Жаботині. У 1936 році відбулася Шполянська міжрайонна виставка народних митців, на яку художник подав понад 300 робіт: казкові барвисті орнаменти, ескізи до килимів, вази з ліпним орнаментом, різьблення по дереву.
Творчістю митця зацікавилися мистецтвознавці і запросили його на навчання в Київську школу майстрів народної творчості, одночасно, запропонувавши М. К. Мусі посаду майстра.
Після війни заснував школу народного декоративно-прикладного мистецтва у с. Михайлівці.
Багато років прожив у Кам'янці.
Особливо ставився до Т. Г. Шевченка: створив його унікальний портрет і виконав ряд ілюстрацій до творів Кобзаря, зробив ескіз килима з портретом поета для Державного музею Т. Г. Шевченка у Києві, ескіз панно для музею у с. Шевченковому.
Останні роки життя прожив у Черкаському будинку-інтернаті.
Твори М. К. Мухи прикрашають експозиції багатьох музеїв України, більше 40 робіт зберігається у фондах Кам'янського державного історико-культурного заповідника. Є твори в музеях Канева.

## Пам'ять
22 грудня 2022 року на честь Макара Мухи перейменовано провулок Макарова в м. Черкаси.